# Googolplex
A googolplex a tíz hatványai közül az egyik legnagyobb elnevezett szám, leírásakor az első egyes számot googol darab nulla követi, vagy más formában egyenlő „tíz a googolodikonnal”:
{\displaystyle {\mbox{googolplex}}=10^{\mbox{googol}}=10^{(10^{100})}=10^{10000000000000000000000000000000000000000000000000000000000000000000000000000000000000000000000000000}}.
Edward Kasner matematikus találta ki szemléltetésként a matematika oktatásában.

## Története
Edward Kasner 9 éves unokaöccse, Milton Sirotta alkotta meg a googol kifejezést 1938-ban, ami 10100, majd javasolta a googolplex kifejezést, ahol "egy egyes utána addig írunk nullákat, míg el nem fáradunk". Kasner úgy vélte, hogy szükség van egy formális definícióra, "mert az emberek nem mind ugyanakkor fáradnak el, és Carnera nem lehet jobb matematikus, mint Dr. Einstein, pusztán azért, mert jobb az állóképessége és tovább tud írni". Így lett egységes a 1010100.

## Érdekesség
Mivel googol nagyobb, mint az ismert univerzum részecskéinek száma, ami becslések szerint 1072 és 1087 közé eshet, illetve a googolplex számjegyeinek száma googol+1 darab, ezért ezt a számot az univerzumunkban lehetetlen lenne tízes számrendszerben leírni, mivel ha az univerzumunk minden anyagát papírrá és tintává változtatnánk (vagy éppen lemezmeghajtókká vagy számítógépes memóriává), akkor sem lenne elég ahhoz, hogy leírjuk.